# Fryderyk za album roku jazz
Fryderyk za album roku jazz – polska nagroda muzyczna Fryderyk, przyznawana corocznie od roku 1995 w sekcji muzyki jazzowej w kategorii album roku jazz. Honoruje wykonawców, a w latach 2015–2019 dodatkowo producentów muzycznych, za album. Fryderyki są przyznawane od 1995 przez Związek Producentów Audio-Video (ZPAV) za osiągnięcia w rodzimym przemyśle muzycznym. Od 2000 za wyłanianie nominowanych, a następnie laureatów odpowiedzialna jest powołana przez ZPAV Akademia Fonograficzna.
Kategoria nazywała się:
- najlepszy album muzyki jazzowej w edycji 1994,
- album roku jazz w edycjach 1995, 1996 i od 2019,
- najlepszy album jazzowy w edycji 1997,
- jazzowy album roku w edycjach od 1998 do 2012,
- album roku w edycjach od 2013 do 2018.

Do edycji 2024 była to jedyna kategoria honorująca albumy jazzowe. W edycji 2025 została wydzielona druga nagroda, album roku jazz eksperymentalny / współczesna muzyka improwizowana.
Najwięcej nominacji w kategorii (13) otrzymał Henryk Miśkiewicz. Najwięcej nagród (6) zdobyło Marcin Wasilewski Trio. Dominik Wania i Tomasz Stańko wygrali po 4 nagrody, zaś Bobo Stenson, Maciej Obara Quartet, Manfred Eicher, Michał Barański, Palle Danielsson, Paweł Dobrowolski, Piotr Wojtasik, Robert Majewski i Zbigniew Namysłowski po 2.

## Laureaci i nominowani
| Rok          | Nagrodzony album                                         | Nagrodzeni artyści                                                      | Pozostałe nominacje | Źr.    |
| ------------ | -------------------------------------------------------- | ----------------------------------------------------------------------- | --- | ------ |

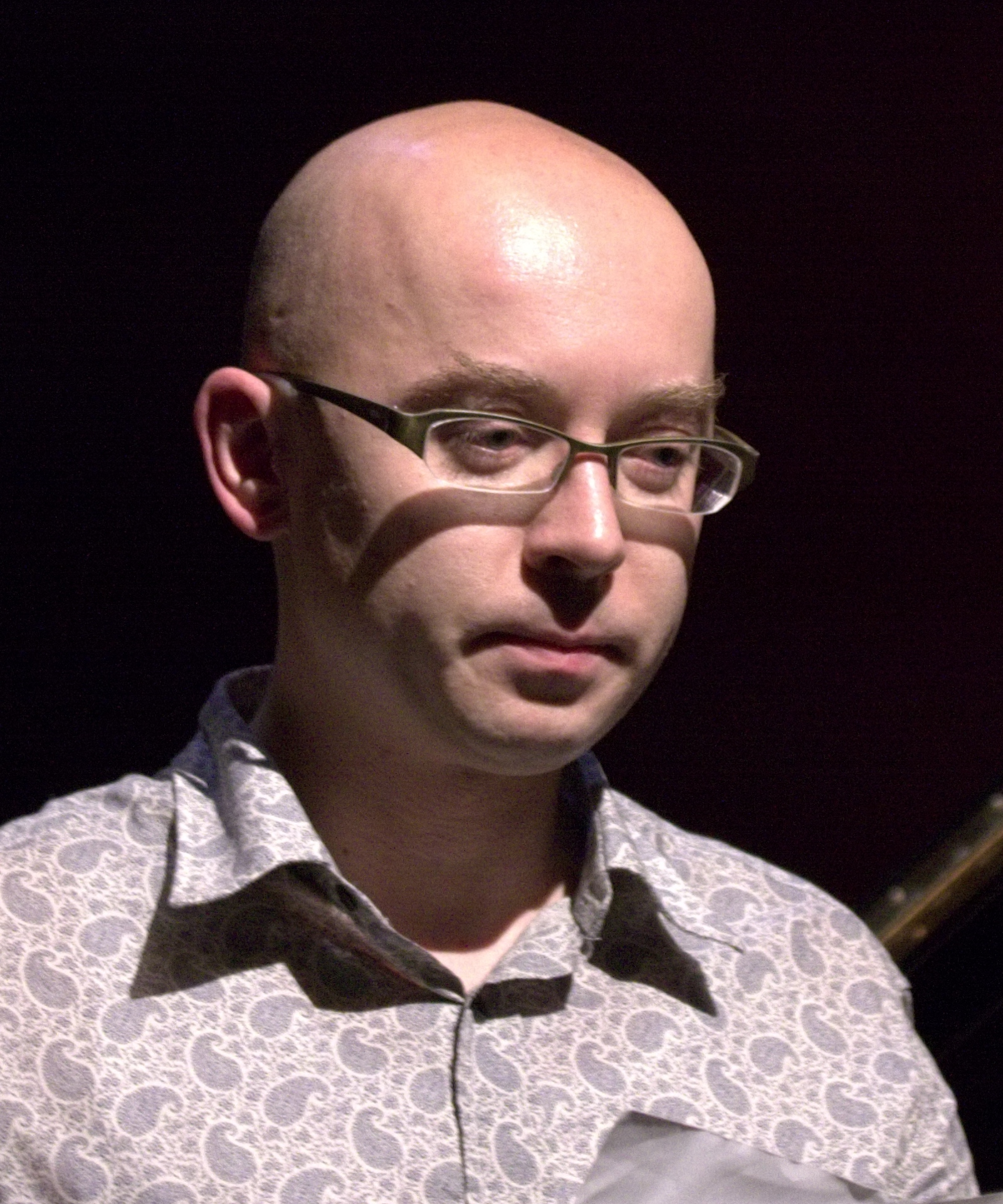
Marcin Wasilewski, którego trio jest rekordowym sześciokrotnym laureatem (w 2001, 2005, 2009, 2015, 2019 i 2022) i było ośmiokrotnie nominowane, sam zaś był nominowany dziewięciokrotnie (dodatkowo z Tomasz Stańko Quartet)

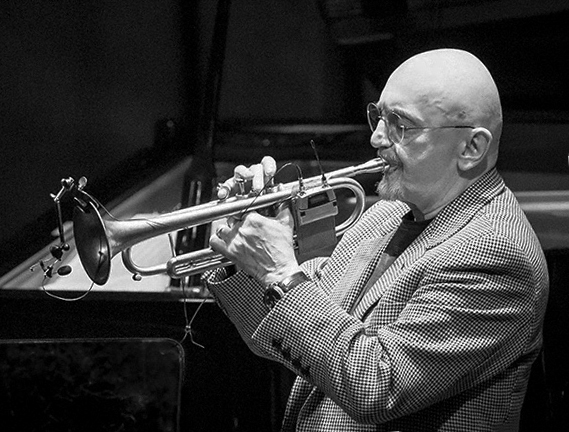
Tomasz Stańko, czterokrotny laureat (jako solista w 1999, 2002 i 2010, z Tomasz Stańko Septet w 1997), ośmiokrotnie nominowany (jako solista, z Tomasz Stańko Septet i z Tomasz Stańko Quartet)

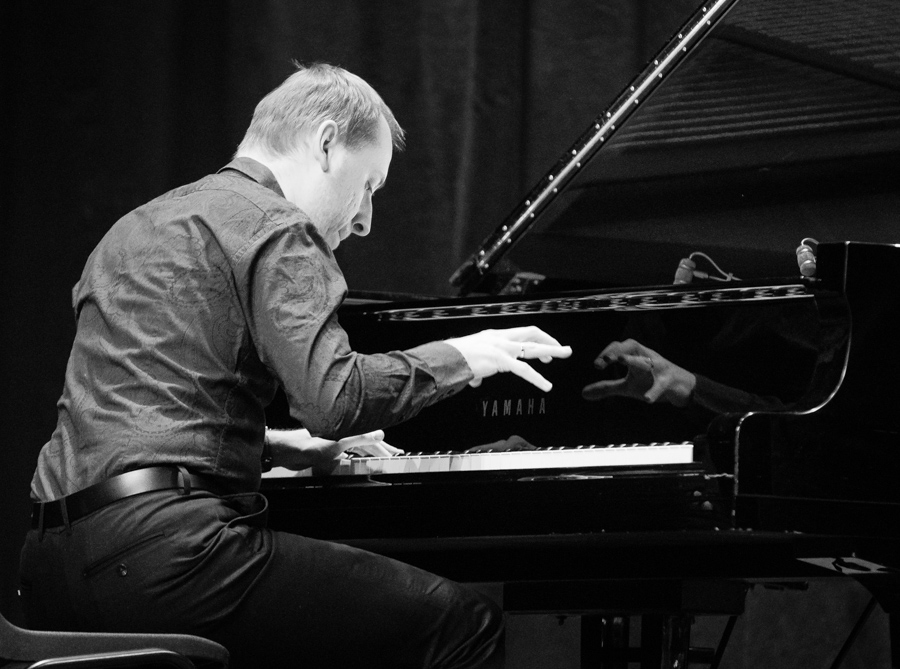
Dominik Wania, czterokrotny laureat i czterokrotnie nominowany (jako solista w 2014 i 2021, z Maciej Obara Quartet w 2018 i 2020)

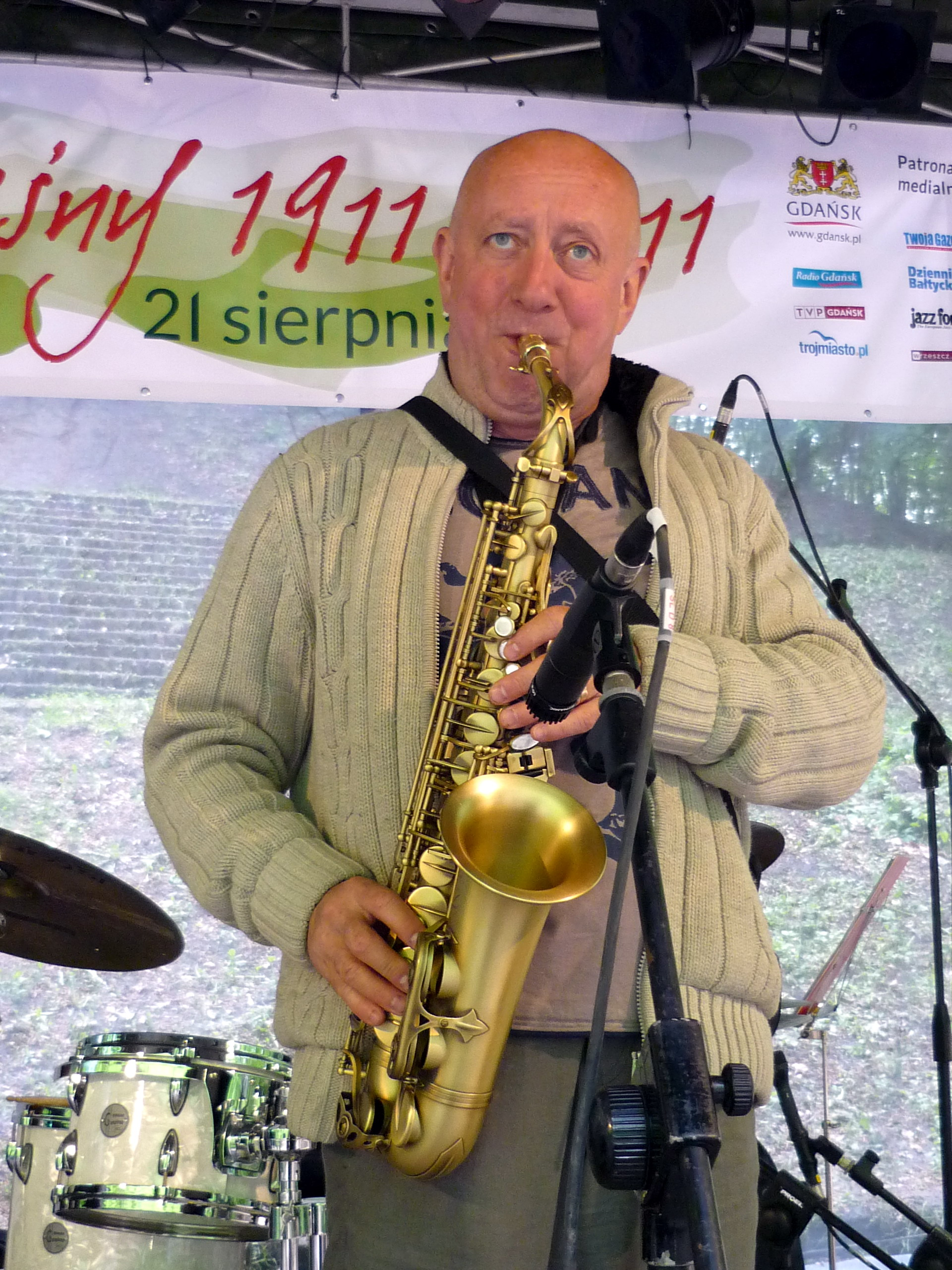
Henryk Miśkiewicz, laureat w 2001, rekordowo 13-krotnie nominowany (jako solista i z Marek Napiórkowski Sextet)

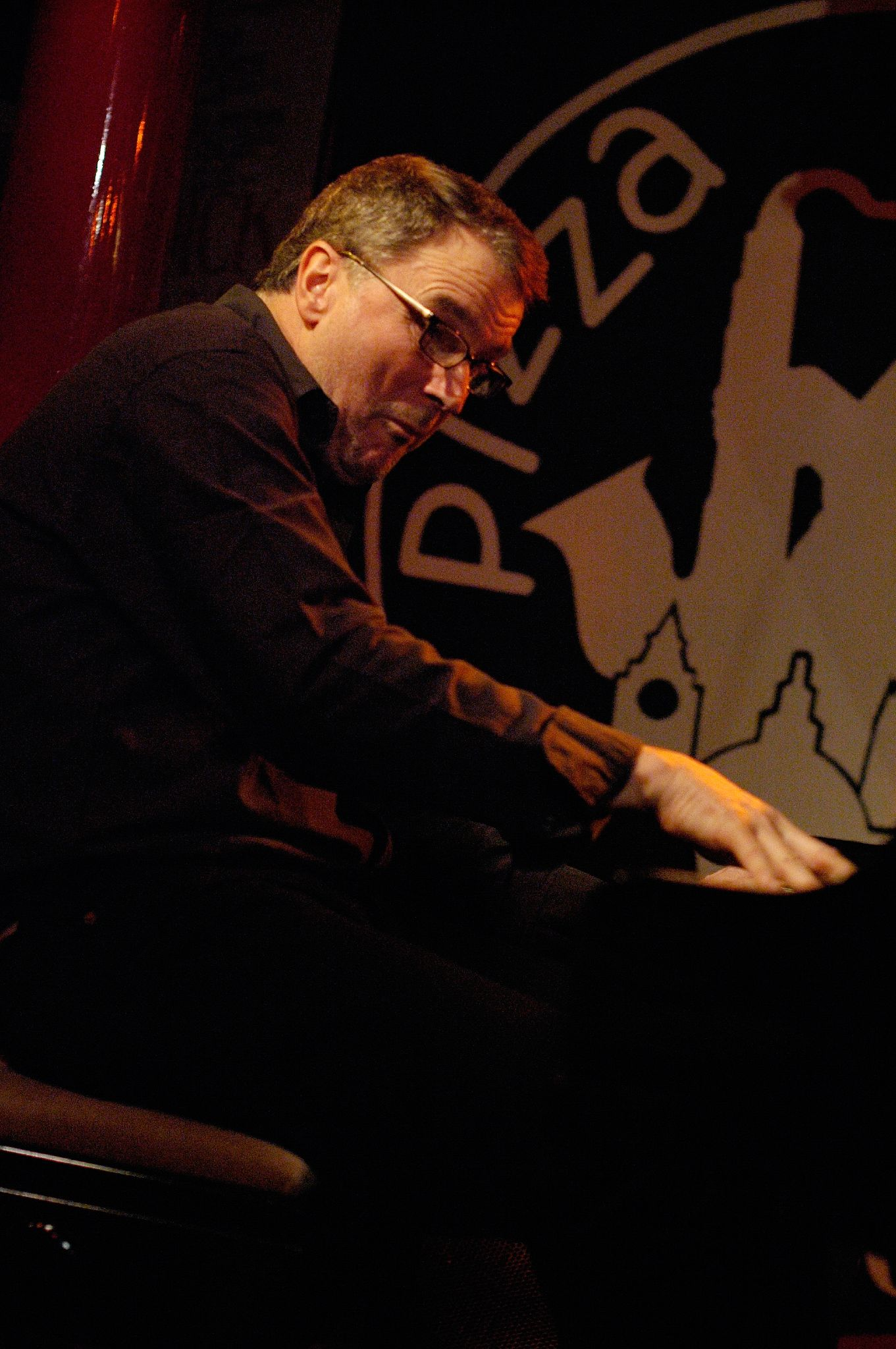
Bobo Stenson, dwukrotny laureat i dwukrotnie nominowany (jako solista w 2012 i z Tomasz Stańko Septet w 1997)

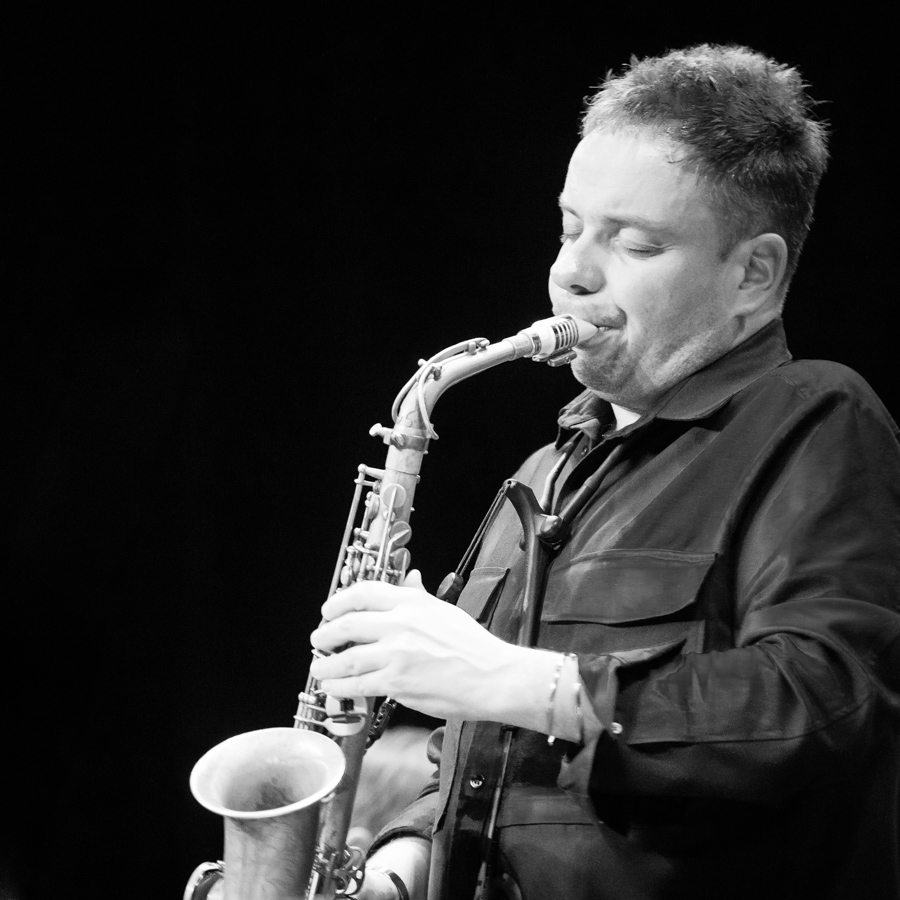
Maciej Obara, którego kwartet jest dwukrotnym laureatem i był dwukrotnie nominowany (w 2018 i 2020)

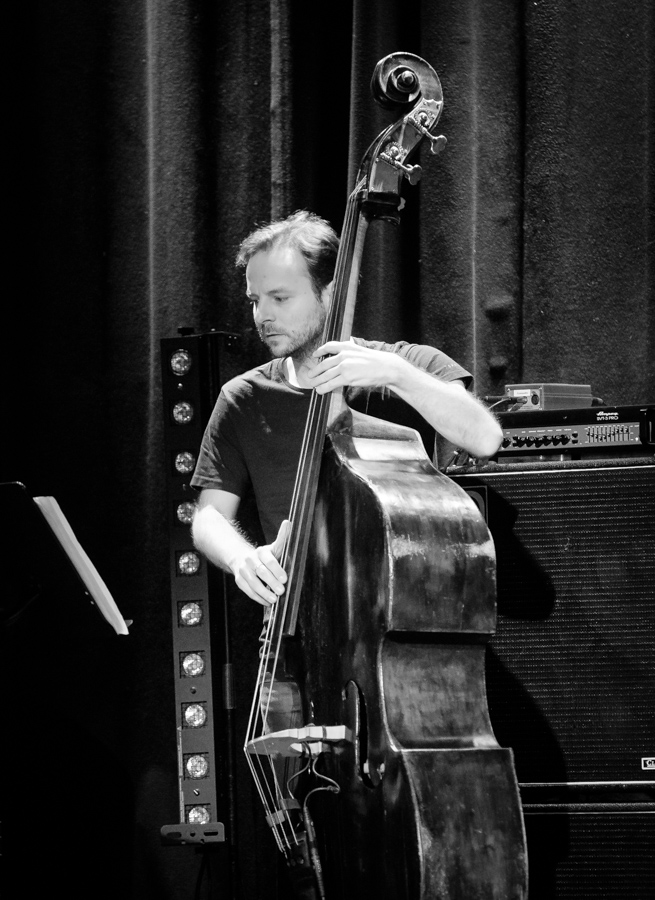
Michał Barański, dwukrotny laureat (jako solista w 2023 i ze Zbigniew Namysłowski Quintet w 2006), czterokrotnie nominowany (dodatkowo z Piotr Wyleżoł Trio i Adam Bałdych Quartet)

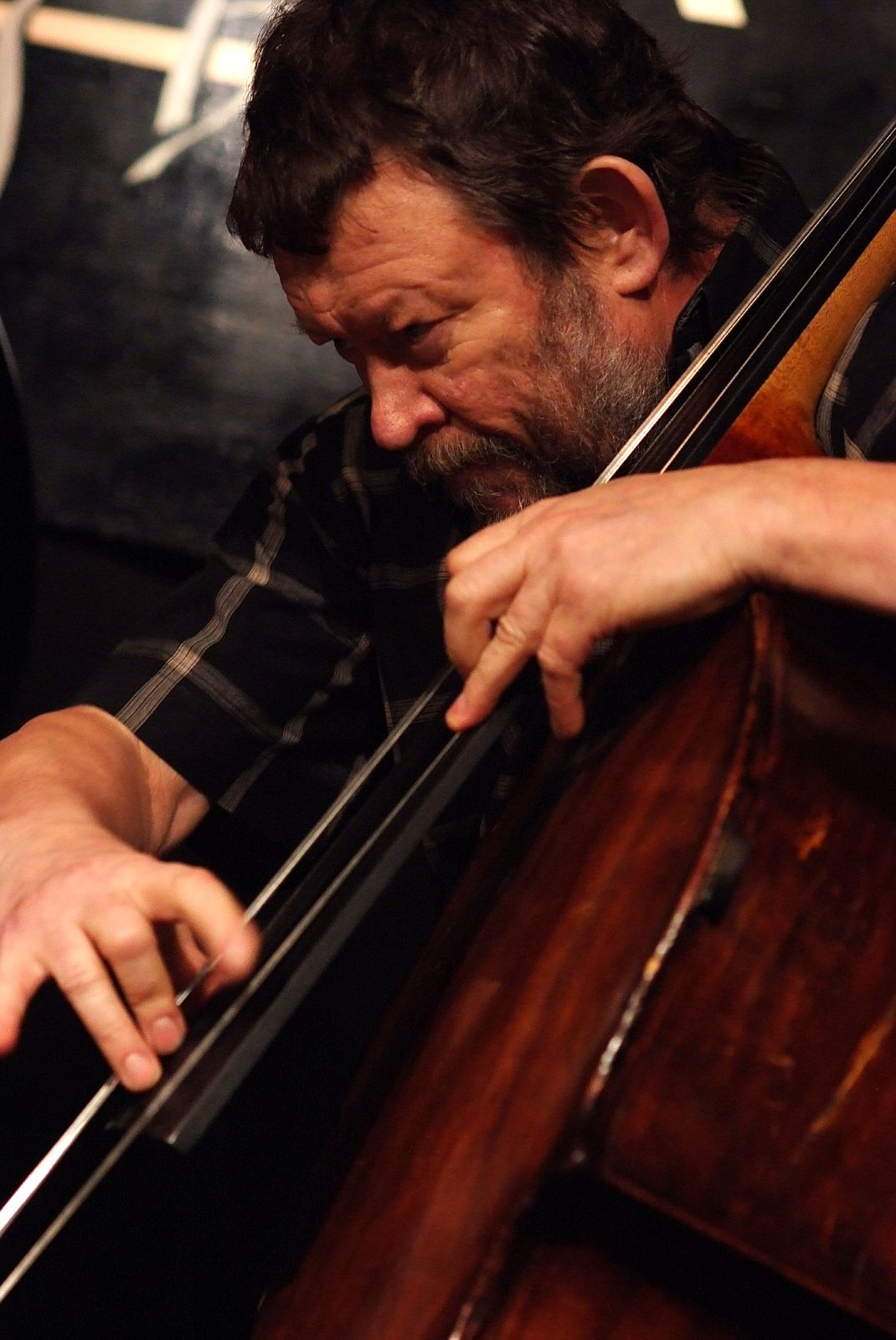
Palle Danielsson, dwukrotny laureat (jako solista w 2012 i z Tomasz Stańko Septet w 1997), trzykrotnie nominowany (dodatkowo z Wojciech Majewski Quintet)

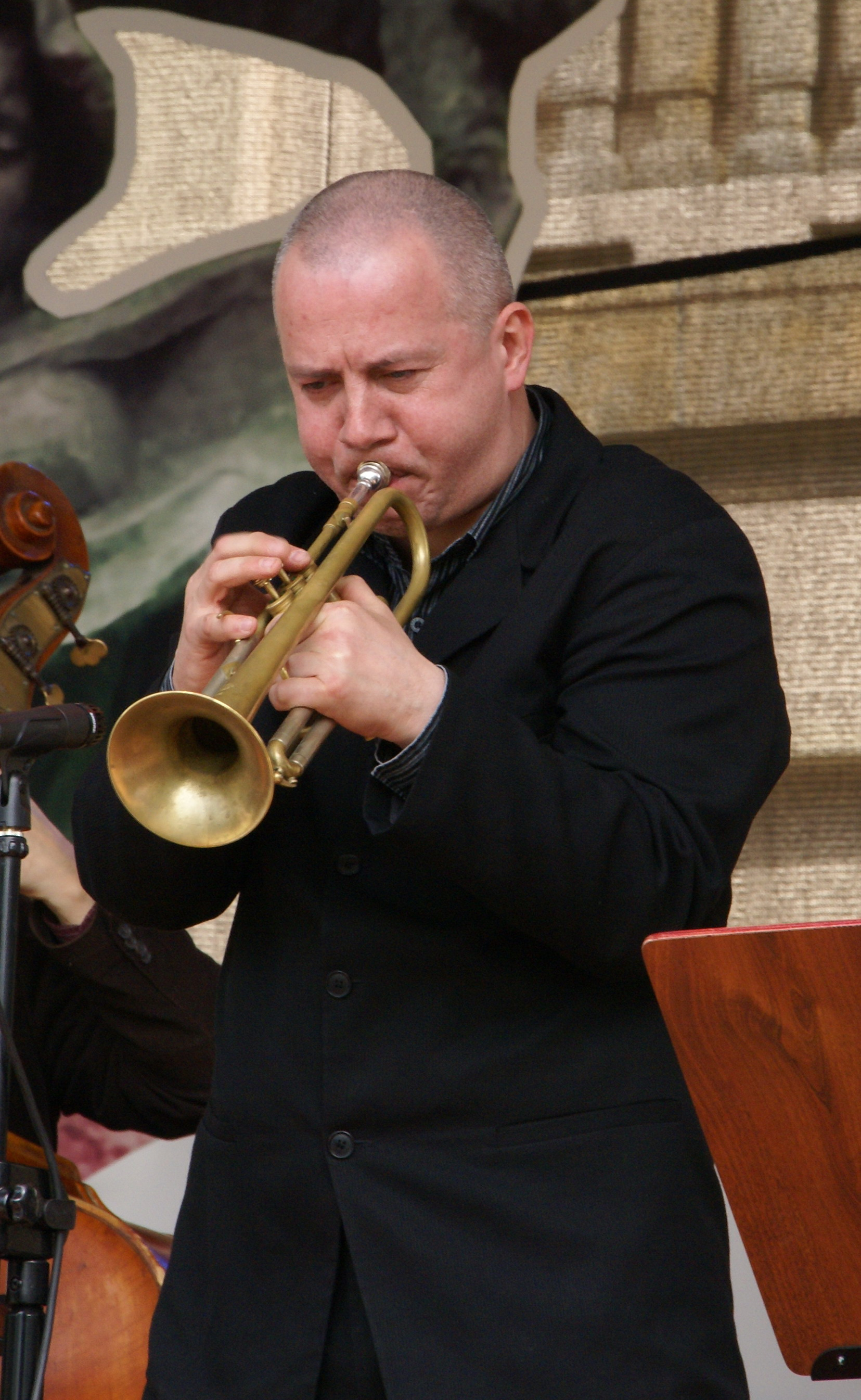
Piotr Wojtasik, dwukrotny laureat (w 2003 i 2008), pięciokrotnie nominowany (jako solista i z Piotr Wojtasik Quintet)

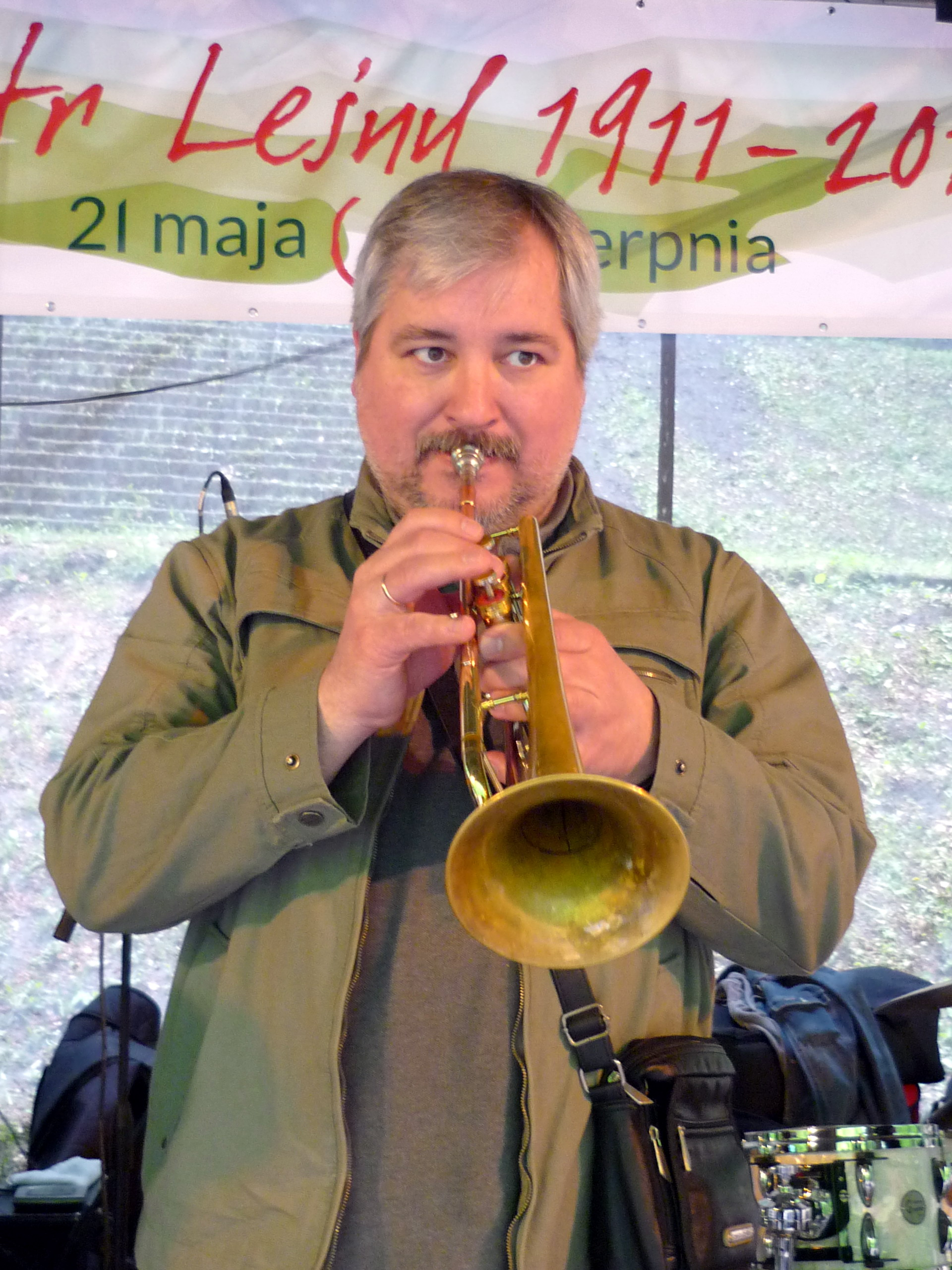
Robert Majewski, dwukrotny laureat (w 2012 i 2017), sześciokrotnie nominowany (jako solista oraz z Wojciech Staroniewicz Septet, Wojciech Majewski Quintet i Warsaw Paris Jazz Quintet)

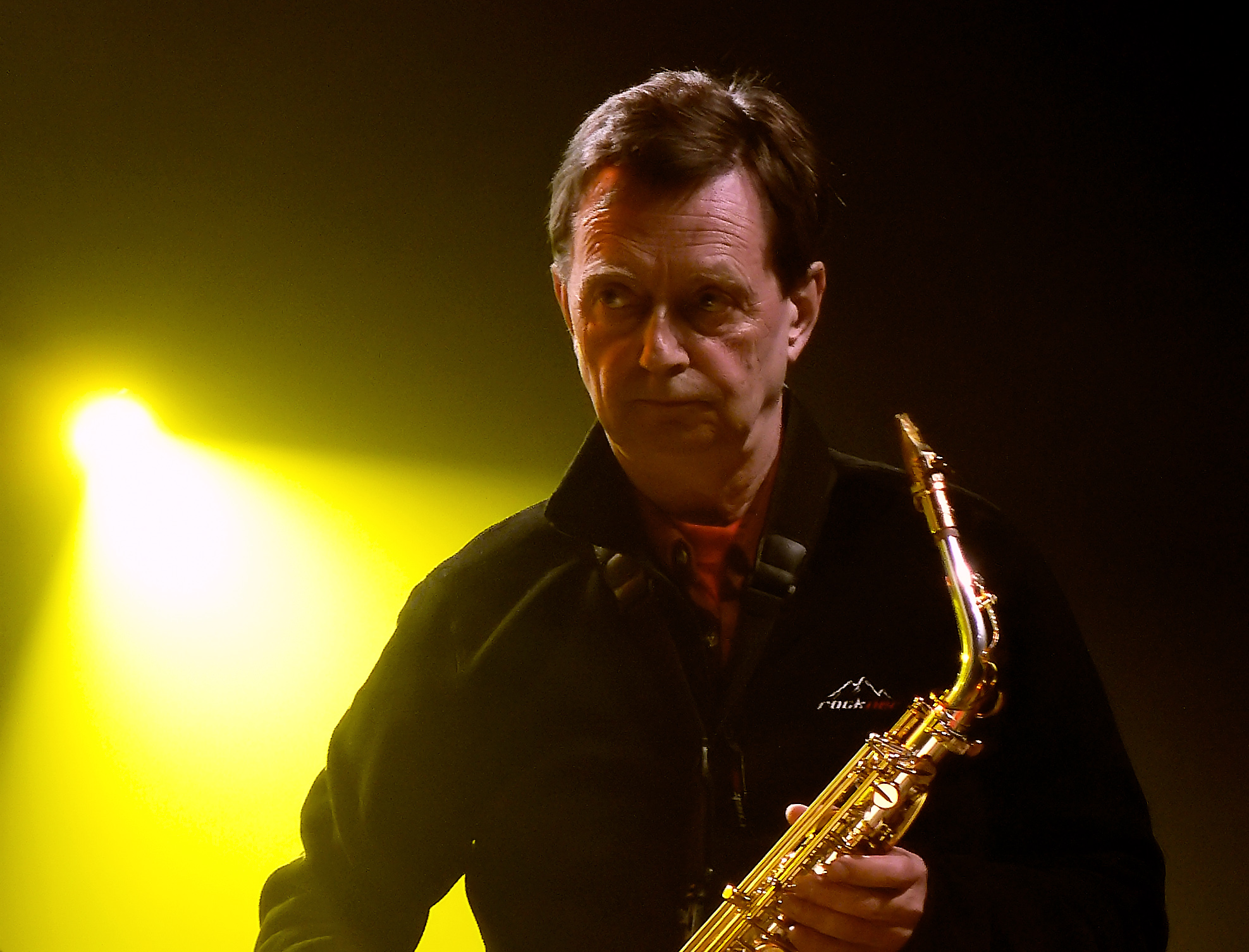
Zbigniew Namysłowski, dwukrotny laureat (ze Zbigniew Namysłowski Quartet w 1995 i ze Zbigniew Namysłowski Quintet w 2006), czterokrotnie nominowany

| 1994         | Chopin                                                   | Andrzej Jagodziński                                                     | - Ballads and Other Songs – Jarosław Śmietana - More Love – Henryk Miśkiewicz - Taniec smoka – Miłość - Urbanator – Michał Urbaniak | [ 3 ]  |
| 1995         | Zbigniew Namysłowski Quartet & Zakopane Highlanders Band | Zbigniew Namysłowski Quartet i Zakopane Highlanders Band                | - 4 Ever 2 You – Loud Jazz Band - F/X – Walk Away - Kakaruka – Henryk Miśkiewicz - Lonely Town – Piotr Wojtasik | [ 4 ]  |
| 1996         | Urbanator 2                                              | Michał Urbaniak                                                         | - Granat – Wojciech Pilichowski - Letters and Leaves – Krzysztof Popek - Remembrances – Henryk Miśkiewicz - Talk to Jesus – Lesław Możdżer | [ 5 ]  |
| 1997         | Litania                                                  | Tomasz Stańko Septet                                                    | - Bright Ella’s Memorial – Ewa Bem - Dances – Zbigniew Namysłowski - Few Minutes in the Space – Adam Pierończyk - Mity – Włodzimierz Nahorny | [ 6 ]  |
| 1998         | Songs and Other Ballads                                  | Jarosław Śmietana                                                       | - Amariuch – Łoskot - Art Farmer Plays Standards – Art Farmer - Grappelling – Maciej Strzelczyk, Krzysztof Woliński i Piotr Rodowicz - Live in Sofia – Leszek Możdżer i Adam Pierończyk | [ 7 ]  |
| 1999         | From the Green Hill                                      | Tomasz Stańko                                                           | - Escape – Piotr Wojtasik Quintet, gościnnie: Tomasz Szukalski - Chopin Tomorrow – Demain: Impressions – Leszek Możdżer - Ja nie chcę spać – Henryk Miśkiewicz - Karambola – Wojciech Staroniewicz Septet | [ 8 ]  |
| 2000         | Don’t Ask Why                                            | Bogdan Hołownia                                                         | - Bogurodzica – Piotr Baron - Live in Rabarbar – The World Strings Trio - Fantazja polska – Włodzimierz Nahorny - To Kiss the Ivories – Wojciech Niedziela | [ 9 ]  |
| 2001         | Lyrics                                                   | Henryk Miśkiewicz i Simple Acoustic Trio                                | - Bootla – Woobie Doobie - Grechuta – Wojciech Majewski Quintet - Live in Kiev – World Strings Trio (Maciej Strzelczyk, Krzysztof Woliński i Piotr Rodowicz) - The Sheep Is Found – Maciej Sikała - Piosenki dla Amstronga – Izabela Zając | [ 10 ] |
| 2002         | Soul of Things                                           | Tomasz Stańko                                                           | - Do dziesięciu – (0-58) - Everything Ice – Karen Edwards i Jarosław Śmietana - Zatrzymaj się – Dorota Miśkiewicz Goes to Heaven - My Lullaby – Aga Zaryan | [ 11 ] |
| 2003         | Hope                                                     | Piotr Wojtasik                                                          | - Tryby – (0-58) - Nahorny – Karłowicz – Włodzimierz Nahorny - Standards – Zbigniew Namysłowski Quintet - Zamyślenie – Wojciech Majewski Quintet | [ 12 ] |
| 2004         | Bird Alone                                               | Michał Tokaj                                                            | - A Story of Polish Jazz – Jarek Śmietana - Altissimonica – Henryk Miśkiewicz - Full Drive – Henryk Miśkiewicz - Suspended Night – Tomasz Stańko | [ 13 ] |
| 2005         | Trio                                                     | Simple Acoustic Trio                                                    | - Bassville – Jacek Niedziela - Fill the Harmony Philharmonics – Sławek Jaskułke i Hanseatica Chamber Orchestra - NAP – Marek Napiórkowski - Real Jazz – Ptaszyn Wróblewski Quartet - Uniesienie – Henryk Miśkiewicz | [ 14 ] |
| 2006         | Assymetry                                                | Zbigniew Namysłowski Quintet                                            | - Anhelli – Włodek Pawlik Trio - Another One For… – Maciej Sikała - Autumn Suite – Jarosław Śmietana i Chamber Orchestra of Galicia - Lontano – Tomasz Stańko | [ 15 ] |
| 2008         | Circle                                                   | Piotr Wojtasik                                                          | - Full Drive 2 – Henryk Miśkiewicz - Przesłanie – Michał Kulenty i Marcin Masecki - Supercalifragilistic – Ptaszyn Wróblewski Quartet - Wolno – Marek Napiórkowski | [ 16 ] |
| 2009         | January                                                  | Marcin Wasilewski Trio                                                  | - Belcanto Semplice – Krzysztof Herdzin, Marek Podkowa, Zbigniew Wegehaupt i Cezary Konrad - Dedication – Grzegorz Nagórski - Live at Palladium – Aga Zaryan - Sanctus, Sanctus, Sanctus – Piotr Baron | [ 17 ] |
| 2010         | Dark Eyes                                                | Tomasz Stańko                                                           | - Children’s Episodes – Piotr Wyleżoł Trio - Opowieść – Wojciech Majewski - Tykocin – Włodek Pawlik - Vice Versa – Dominik Bukowski | [ 18 ] |
| 2011         | Komeda – The Innocent Sorcerer                           | Adam Pierończyk Quintet                                                 | - Before Sunrise – Robert Kubiszyn - Chopin Symphony Jazz Project – Warsaw Paris Jazz Quintet i Perfect Girls ’n’ Friends Orchestra - El Buscador – Adam Pierończyk Quartet - Looking Walking Being – Aga Zaryan - Three Point Shot – Jerry Bergonzi, Jacek Kochan i Piotr Lemańczyk | [ 19 ] |
| 2012         | My One and Only Love                                     | Robert Majewski, gościnnie: Bobo Stenson, Palle Danielsson i Joey Baron | - Fade In – Atom String Quartet - Faithful – Marcin Wasilewski Trio - Looking for Balance – Krzysztof Herdzin - Over and Over – Grzegorz Nagórski Quartet | [ 20 ] |
| 2013         | Places                                                   | Atom String Quartet - produkcja: Atom String Quartet                    | - Full Drive 3 – Henryk Miśkiewicz - produkcja: Henryk Miśkiewicz - Pathfinder – Nowicki/Święs/Frankiewicz Trio - produkcja: Radek Nowicki, Andrzej Święs i Sebastian Frankiewicz - Spaces – Kuba Stankiewicz - produkcja: Kuba Stankiewicz - World Orchestra – Grzech Piotrowski - produkcja: Grzech Piotrowski | [ 21 ] |
| 2014         | Ravel                                                    | Dominik Wania - produkcja: For Tune                                     | - Live in Gdańsk – World Orchestra - produkcja: Grzech Piotrowski - Koncert fortepianowy g-moll – Andrzej Jagodziński - produkcja: Andrzej Jagodziński, Adam Cegielski, Czesław Bartkowski, Barbara Jagodzińska-Habisiak i Piotr Semczuk - Remembering Nina & Abbey – Aga Zaryan - produkcja: Aga Zaryan - UP! – Marek Napiórkowski - produkcja: Marek Napiórkowski - Wisława – Tomasz Stańko - produkcja: Manfred Eicher | [ 22 ] |
| 2015         | Spark of Life                                            | Marcin Wasilewski Trio - produkcja: ECM                                 | - Cat’s Dream – Rafał Sarnecki - produkcja: Rafał Sarnecki - Chord Nation – Nikola Kołodziejczyk Orchestra - produkcja: For Tune - Moderate Haste – Jacek Namysłowski Quintet - produkcja: Jacek Namysłowski Quintet - The New Tradition – Adam Bałdych i Jaron Herman - produkcja: Siggi Loch | [ 23 ] |
| 2016         | Barok progresywny                                        | Nikola Kołodziejczyk Orchestra - produkcja: Nikola Kołodziejczyk        | - 6 Hours with Ronnie – Kazimierz Jonkisz Energy - produkcja: For Tune - AtomSphere – Atom String Quartet - produkcja: Atom String Quartet - Celuloid – Marek Napiórkowski i Artur Lesicki - produkcja: Marek Napiórkowski i Artur Lesicki - Wings – Adam Pierończyk i Miroslav Vitouš - produkcja: Narodowy Instytut Audiowizualny i For Tune                                                                            | [ 24 ] |
| 2017         | Tribute to Henryk Majewski                               | Robert Majewski - produkcja: Robert Majewski                            | - Marek Napiórkowski Sextet – Trójka Live – Marek Napiórkowski Sextet - produkcja: Marek Napiórkowski - Monte Albán – Adam Pierończyk - produkcja: Adam Pierończyk - Piano.pl – Dorota Miśkiewicz - produkcja: Dorota Miśkiewicz - Popular Music – Kamil Piotrowicz Sextet - produkcja: Kamil Piotrowicz i Jan Sudzina | [ 25 ] |
| 2018         | Unloved                                                  | Maciej Obara Quartet - produkcja: Manfred Eicher                        | - Berek – Mateusz Smoczyński Quintet - produkcja: Mateusz Smoczyński i Jan Smoczyński - Mandala – Algorhythm - produkcja: Algorhythm - Seifert – Atom String Quartet - produkcja: Atom String Quartet - The Optimist – Grzegorz Nagórski - produkcja: Grzegorz Nagórski - WAW-NYC – Marek Napiórkowski - produkcja: Marek Napiórkowski                                                                                    | [ 26 ] |
| 2019         | Live                                                     | Marcin Wasilewski Trio - produkcja: Manfred Eicher                      | - Circlesongs – Tomasz Chyła Quintet - produkcja: Tomasz Chyła Quintet - Inside – Dawid Lubowicz Quartet - produkcja: Dawid Lubowicz - Product Placement – Kamil Piotrowicz Sextet - produkcja: Kamil Piotrowicz - Ulotne – Anna Maria Jopek i Branford Marsalis - produkcja: Anna Maria Jopek | [ 27 ] |
| 2020         | Three Crowns                                             | Maciej Obara Quartet                                                    | - Hipokamp – Marek Napiórkowski - Sacrum Profanum – Adam Bałdych Quartet - Termomix – Algorhythm - Wilcze jagody – Agnieszka Wilczyńska i Andrzej Jagodziński | [ 28 ] |
| 2021         | Lonely Shadows                                           | Dominik Wania                                                           | - Artificial Stupidity – Emil Miszk & The Sonic Syndicate - Arctic Riff – Marcin Wasilewski Trio i Joe Lovano - Bach – Andrzej Jagodziński Trio - Sketches from the North – Michał Tomaszczyk i Petter Olofsson | [ 29 ] |
| 2022         | En attendant                                             | Marcin Wasilewski Trio                                                  | - Live – Ewa Bem - Nasza miłość – Dorota Miśkiewicz i Henryk Miśkiewicz - Poetry – Adam Bałdych - Renaissance Gesualdo – Anna Gadt Trio | [ 30 ] |
| 2023         | Masovian Mantra (Polish Jazz vol. 88)                    | Michał Barański                                                         | - A View from the Treetop – Rafał Sarnecki - Requiem – Andrzej Jagodziński - String Theory – Marek Napiórkowski, gościnnie: Aukso Orkiestra Kameralna Miasta Tychy - Tomasz Dąbrowski & The Individual Beings – Tomasz Dąbrowski - Voices – Piotr Wojtasik | [ 31 ] |
| 2024 (remis) | Parallel                                                 | Aga Derlak                                                              | - Bons Amigos – Dorota Miśkiewicz i Toninho Horta - Coincidence – Paweł Tomaszewski i Orkiestra Symfoniczna Filharmonii w Szczecinie - Music We Like to Dance to – Tomasz Chyła Quintet | [ 32 ] |
| 2024 (remis) | Flying Lion                                              | Andrzej Święs Trio                                                      | - Bons Amigos – Dorota Miśkiewicz i Toninho Horta - Coincidence – Paweł Tomaszewski i Orkiestra Symfoniczna Filharmonii w Szczecinie - Music We Like to Dance to – Tomasz Chyła Quintet | [ 32 ] |
| 2025         | Better                                                   | Tomasz Dąbrowski & The Individual Beings                                | - Come Back… – Henryk Miśkiewicz & Chopin University Big Band - I Love Music – Piotr Wyleżoł - September Night – Tomasz Stańko Quartet - Universum – Atom String Quartet | [ 33 ] |

## Statystyki

### Osoby/zespoły z największą liczbą nagród
| Liczba | Osoba/zespół           | Warianty i lata                                                                   |
| ------ | ---------------------- | --------------------------------------------------------------------------------- |
| 6      | Marcin Wasilewski Trio | 2001, 2005, 2009, 2015, 2019, 2022                                                |
| 4      | Dominik Wania          | - solo (2014, 2021) - z Maciej Obara Quartet (2018, 2020)                         |
| 4      | Tomasz Stańko          | - solo (1999, 2002, 2010) - z Tomasz Stańko Septet (1997)                         |
| 2      | Bobo Stenson           | - solo (2012) - z Tomasz Stańko Septet (1997)                                     |
| 2      | Maciej Obara Quartet   | 2018, 2020                                                                        |
| 2      | Manfred Eicher         | 2018, 2019                                                                        |
| 2      | Michał Barański        | - solo (2023) - ze Zbigniew Namysłowski Quintet (2006)                            |
| 2      | Palle Danielsson       | - solo (2012) - z Tomasz Stańko Septet (1997)                                     |
| 2      | Paweł Dobrowolski      | - ze Zbigniew Namysłowski Quintet (2006) - z Andrzej Święs Trio (2024)            |
| 2      | Piotr Wojtasik         | 2003, 2008                                                                        |
| 2      | Robert Majewski        | 2012, 2017                                                                        |
| 2      | Zbigniew Namysłowski   | - ze Zbigniew Namysłowski Quartet (1995) - ze Zbigniew Namysłowski Quintet (2006) |

### Osoby/zespoły z największą liczbą nominacji
| Liczba | Osoba/zespół           | Warianty i lata |
| ------ | ---------------------- | --- |
| 13     | Henryk Miśkiewicz      | - solo (1994, 1995, 1996, 1999, 2001, 2004 (×2), 2005, 2008, 2013, 2022, 2025) - z Marek Napiórkowski Sextet (2017)                                                                     |
| 11     | Michał Miśkiewicz      | - z Marcin Wasilewski Trio (2001, 2005, 2009, 2012, 2015, 2019, 2021, 2022) - z Wojciech Majewski Quintet (2003) - z Mateusz Smoczyński Quintet (2018) - z Tomasz Stańko Quartet (2025) |
| 10     | Sławomir Kurkiewicz    | - z Piotr Wojtasik Quintet (1999) - z Marcin Wasilewski Trio (2001, 2005, 2009, 2012, 2015, 2019, 2021, 2022) - z Tomasz Stańko Quartet (2025)                                          |
| 9      | Marcin Wasilewski      | - z Marcin Wasilewski Trio (2001, 2005, 2009, 2012, 2015, 2019, 2021, 2022) - z Tomasz Stańko Quartet (2025)                                                                            |
| 9      | Marek Napiórkowski     | - solo (2005, 2008, 2014, 2016, 2018, 2020, 2023) - z Marek Napiórkowski Sextet (2017) - z Dorota Miśkiewicz Goes to Heaven (2002)                                                      |
| 8      | Marcin Wasilewski Trio | 2001, 2005, 2009, 2012, 2015, 2019, 2021, 2022 |
| 8      | Tomasz Stańko          | - solo (1999, 2002, 2004, 2006, 2010, 2014) - z Tomasz Stańko Septet (1997) - z Tomasz Stańko Quartet (2025)                                                                            |
| 7      | Adam Pierończyk        | - solo (1997, 1998, 2016, 2017) - z Adam Pierończyk Quartet (2011) - z Adam Pierończyk Quintet (2011) - z Marek Napiórkowski Sextet (2017)                                              |
| 6      | Andrzej Święs          | - solo (2013) - z Andrzej Święs Trio (2024) - z Grzegorz Nagórski Quartet (2012) - z Jacek Namysłowski Quintet (2015) - z Kamil Piotrowicz Sextet (2017, 2019)                          |
| 6      | Dawid Lubowicz         | - z Dawid Lubowicz Quartet (2019) - z Atom String Quartet (2012, 2013, 2016, 2018, 2025)                                                                                                |
| 6      | Emil Miszk             | - z Emil Miszk & The Sonic Syndicate (2021) - z Kamil Piotrowicz Sextet (2017, 2019) - z Algorhythm (2018, 2020) - z Tomasz Chyła Quintet (2024)                                        |
| 6      | Mateusz Smoczyński     | - z Mateusz Smoczyński Quintet (2018) - z Atom String Quartet (2012, 2013, 2016, 2018, 2025)                                                                                            |
| 6      | Piotr Chęcki           | - z Kamil Piotrowicz Sextet (2017, 2019) - z Algorhythm (2018, 2020) - z Tomasz Chyła Quintet (2019) - z Emil Miszk & The Sonic Syndicate (2021)                                        |
| 6      | Robert Majewski        | - solo (2012, 2017) - z Wojciech Staroniewicz Septet (1999) - z Wojciech Majewski Quintet (2001, 2003) - z Warsaw Paris Jazz Quintet (2011)                                             |
| 5      | Andrzej Jagodziński    | - solo (1994, 2014, 2020, 2023) - z Andrzej Jagodziński Trio (2021) |
| 5      | Atom String Quartet    | 2012, 2013, 2016, 2018, 2025 |
| 5      | Cezary Konrad          | - solo (2009) - ze Zbigniew Namysłowski Quartet (1995) - z Wojciech Staroniewicz Septet (1999) - z (0-58) (2002) - z Włodek Pawlik Trio (2006)                                          |
| 5      | Jarosław Śmietana      | 1994, 1998, 2002, 2004, 2006 |
| 5      | Leszek Możdżer         | - solo (1996, 1998, 1999) - z Miłość (1994) - ze Zbigniew Namysłowski Quartet (1995) |
| 5      | Łukasz Żyta            | - z Dorota Miśkiewicz Goes to Heaven (2002) - z Piotr Wyleżoł Trio (2010) - z Adam Pierończyk Quintet (2011) - z Grzegorz Nagórski Quartet (2012) - z Dawid Lubowicz Quartet (2019)     |
| 5      | Piotr Wojtasik         | - solo (1995, 2003, 2008, 2023) - z Piotr Wojtasik Quintet (1999) |
| 5      | Sławek Koryzno         | - z Algorhythm (2018, 2020) - z Tomasz Chyła Quintet (2019) - z Emil Miszk & The Sonic Syndicate (2021)                                                                                 |